# Eoglobigerina
Eoglobigerina es un género de foraminífero planctónico de la familia Eoglobigerinidae, de la superfamilia Globorotalioidea, del suborden Globigerinina y del orden Globigerinida. Su especie tipo es Globigerina (Eoglobigerina) eobulloides. Su rango cronoestratigráfico abarca el Daniense (Paleoceno inferior).

## Descripción
Eoglobigerina incluía especies con conchas trocoespiraladas, globigeriniformes a espiro-convexa globular, y de trocospira moderadamente alta a muy alta; sus cámaras eran subesféricas o subglobulares; sus suturas intercamerales eran incididas; su contorno ecuatorial era subredondeado a subcuadrado, y lobulado; su periferia era redondeada; su ombligo era pequeño y abierto; su abertura principal era interiomarginal, umbilical (intraumbilical), con forma de arco asimétrico y rodeada con un pórtico; presentaban pared calcítica hialina, perforada con poros en copa y superficie punteada a reticulada, y espinosa (bases de espinas).

## Discusión
Clasificaciones posteriores han incluido Eoglobigerina en la superfamilia Eoglobigerinoidea. Eoglobigerina fue descrita originalmente con pared lisa o finamente punteada, provocando cierta confusión taxonómica y bioestratigráfica entre los especialistas. Algunos llegaron a considerar dentro de este género especies posteriormente clasificadas como Palaeoglobigerina. Posteriormente se comprobó que Eoglobigerina presentaba pared reticulada y espinosa, siendo punteada solamente en las especies más primitivas.

## Paleoecología
Eoglobigerina incluía foraminíferos con un modo de vida planctónico, de distribución latitudinal cosmopolita, y habitantes pelágicos de aguas superficiales e intermedias (medio epipelágico a mesopelágico superior).

## Clasificación
Eoglobigerina incluye a las siguientes especies:
- Eoglobigerina edita †
- Eoglobigerina eobulloides †
- Eoglobigerina fringa †
- Eoglobigerina spiralis †
- Eoglobigerina simplicissima †

Otras especies consideradas en Eoglobigerina son:
- Eoglobigerina appressa †
- Eoglobigerina balakhmatovae †, aceptada como Tenuigerina balakhmatovae
- Eoglobigerina bizkaiensis †
- Eoglobigerina extensa †, considerada como Trochoguembelitria extensa o como Parvularugoglobigerina extensa
- Eoglobigerina fodina †, aceptada como Palaeoglobigerina fodina
- Eoglobigerina microcellulosa †
- Eoglobigerina ferreri †, considerado sinónimo posterior de Parasubbotina variospira
- Eoglobigerina hemisphaerica †, considerado sinónimo posterior de Eoglobigerina spiralis
- Eoglobigerina maamouri †
- Eoglobigerina operta †
- Eoglobigerina pentagona †
- Eoglobigerina polycamera †
- Eoglobigerina praeedita †
- Eoglobigerina prebetica †, también considerado como Parasubbotina prebetica
- Eoglobigerina taurica, aceptada como Praemurica taurica
- Eoglobigerina tetragona †
- Eoglobigerina theodosica †
- Eoglobigerina trifolia †, erróneamente considerada como Guembelitria trifolia
- Eoglobigerina trivialis, aceptada como Subbotina trivialis

En Eoglobigerina se ha considerado el siguiente subgénero:
- Eoglobigerina (Subbotina), aceptado como género Subbotina